# The Symbol of the Unconquered
The Symbol of the Unconquered er en amerikansk stumfilm fra 1920 af Oscar Micheaux.

## Medvirkende
- Iris Hall som Eve Mason
- Walker Thompson som Hugh Van Allen
- Lawrence Chenault som Jefferson Driscoll
- Mattie Wilkes som Driscoll
- Louis Dean som August Barr
- Leigh Whipper som Tugi
- Jim Burris
- E. G. Tatum som Abraham
- James Burrrough
- George Catlin som Dick Mason
- Edward Fraction som Peter Kaden